# Novosil

Novosil (em russo Новоси́ль) é uma cidade em Oryol Oblast, Rússia, localizada na margem direita do rio Zusha, cerca de 70 km a leste de Oryol. População: 3.900 (em 2005); 4.017 (censo russo de 2002).
Novosil foi mencionada pela primeira vez em 1155 como uma fortaleza chamada Itil e era a sede de um ramo da família Rurikid na Idade Média. Novosil foi oficialmente elevada à cidade em 1777.